# 松原秀典
松原秀典（1965年11月15日—）是一位出身于日本富山县高冈市的男性动画师、人物设计、插画家。原隶属于GAINAX，现隶属于khara工作室。已婚，现居于东京都。
主要代表作有《櫻花大戰》《我的女神》等。

## 主要参加作品

### 动画
- 搞怪拍档 （1985年、原画）
- 冒险少女娜汀亚 （1990-1991年、5話 作画監督・原画）
- 新世纪福音战士 （1995-1996年、8話・26話 原画）
- 浪客剑心 （1996-1998年、作画監督・版権原画）
- EAT-MAN （1997年、原画）
- 玲音 （1998年、原画）
- 櫻花大戰 （2000年、人物设计）
- 我的女神 （2005年、人物设计・総作画監督）
- 我的女神 それぞれの翼 （2006年、人物设计・総作画監督）
- 妄想代理人 （2004年、原画）
- 岩窟王 （2004-2005年、人物设计・作画監督・原画）
- 血色花园 （2006-2007年、主题曲作画） ※途中から参加
- 我的女神 闘う翼 （2007年、人物设计）

### OVA
- 飞越巅峰 （原画）
- 校内写生2（日语：校内写生） （人物设计・作画監督）
- 1985 續・御宅族的錄影帶（1991年，作畫監督・原畫）
- 机动警察 （原画）
- 风暴战士ORGUN （作画監督）
- 吹泡糖危机 （作画監督・原画）
- 吹泡糖危机！ （主题曲原画）
- 我的女神 （人物设计・総作画監督）
- 机械女神R （原画）
- 逮捕令 （主题曲动画）
- 精霊使い （人物设计）
- 非常偶像Key （原画）
- 神秘的世界 （原画）
- Ninja者 （原画）
- フォトン（日语：フォトン (OVA)） （原画）
- イーハトーブ幻想 （作画監督）
- 櫻花大戰 系列
  - 櫻花大戰 櫻華絢爛 （1997年、人物设计）
  - 櫻花大戰 轟華絢爛 （1999年、人物设计）
  - 櫻花大戰 神崎堇 引退紀念（日语：サクラ大戦 神崎すみれ 引退記念 す・み・れ） （2002年、人物设计）
  - 櫻花大戰 Ecole de Paris（日语：サクラ大戦 エコール・ド・巴里） （2003年、人物设计）
  - 櫻花大戰 Le Nouveau Paris（日语：サクラ大戦 ル・ヌーヴォー・巴里） （2004年、人物设计）
  - 櫻花大戰 紐約篇（日语：サクラ大戦 ニューヨーク・紐育） （2007年、人物设计）
- 青之6号 （1999年、原画）
- 我的女神 永远的两人 （2011年OAD1、人物设计）
- 我的女神 Hunters & Hunters （2011年OAD2、人物设计）
- 我的女神 DIVE! LIVE! LOVE! （2013年OAD3、人物设计）

### 电影
- 王立宇宙军 （1987年、動画）
- 機動警察 the Movie （1989年、原画）
- 魔法阵都市2 （1992年、作画監督）
- 新世纪福音战士剧场版：死与新生 （1997年、DEATH編 原画）
- 餓狼伝説 -THE MOTION PICTURE-（日语：餓狼伝説 -THE MOTION PICTURE-） （1994年、原画）
- 藍色恐懼 （1998年、原画）
- 我的女神 （2000年、人物设计・総作画監督・分镜）
- 櫻花大戰：活動寫真（日语：サクラ大戦 活動写真） （2001年、人物设计）
- 蒸汽男孩 （2004年、原画）
- 福音战士新剧场版系列
  - 福音战士新剧场版：序 （2007年、作画監督・机械设计・原画）
  - 福音战士新剧场版：破 （2009年、作画監督・机械设计・原画）
  - 福音战士新剧场版：Q （2012年、原画）
- いばらの王 -King of Thorn-（日语：いばらの王） （2010年、人物设计）
- 對某飛行員的追憶 （2011年、人物设计）
- 謝謝你，在世界角落中找到我 （2016年、人物设计・总作画監督）

### 广播剧
- ツインビーPARADISE3 （人物设计）

### 游戏
- 樱花大战系列 （人物设计・作画監督・版権原画）
- アイドル雀士スーチーパイ （作画監督）
- ツインビーRPG （人物设计）
- ガングレイヴ （设计插画・印象插画）
- 飞飞 （印象插画）
- 深渊传奇（动画部分原画）
- 新選組群狼伝（日语：新選組群狼伝） （人物设计）

### 画集
- 松原秀典アートワークス（2006年/SoftBank）
- 松原秀典イラストワークス（2010年7月27日发售/一迅社）

## 关联条目
- GAINAX
- khara工作室
- 日本动画师列表